# Kelottijärvi (plaats)
Kelottijärvi (Samisch: Gelotjávri) is een gehucht in de Finse gemeente Enontekiö. Het dorpje ligt aan de Europese weg 8 (en dus ook aan de Finse weg 21) aan de rivier Könkämä, dichtbij het gelijknamige meer. Het is als dorp nauwelijks herkenbaar, vanwege de verspreide ligging van de huizen en zomerhuisjes.
Hoofdplaats: Hetta

Dorpen: Äijäjoki · Jatuni · Kaaresuvanto · Kantola · Kelottijärvi · Ketomella · Kilpisjärvi · Kultima · Kuttanen · Leppäjärvi · Luspa · Markkina · Maunu · Muotkajärvi · Näkkälä · Nartteli · Nunnanen · Palojärvi · Palojoensuu · Pättikkä · Peltovuoma · Pousujärvi · Raittijärvi · Ropinsalmi · Saarikoski · Saivomuotka · Sonkamuotka · Vähäniva · Vuontisjärvi · Ylikyrö

Aanduiding: Kivilompolo